# Eekhoorn- en soldatenvissen
Eekhoorn- en soldatenvissen (Holocentridae) vormen een familie uit de orde van Slijmkopvissen. Deze roofvissen komen voor in de tropische Atlantische Oceaan, Stille Oceaan en Indische Oceaan. Zij hebben grote en enigszins uitpuilende ogen, ruwe schubben en een lange stekel aan begin van de aarsvin.  Zij zijn 's nachts actief en houden zich overdag schuil in holten of rotsspleten.  Er bestaan 84 soorten, verenigd in 8 geslachten.

## Soorten
- Corniger Agassiz, 1831
- Holocentrus Scopoli, 1777
- Myripristis G. Cuvier, 1829
- Neoniphon Castelnau, 1875
- Ostichthys G. Cuvier, 1829
- Plectrypops T. N. Gill, 1862
- Pristilepis J. E. Randall, Shimizu & Yamakawa, 1982
- Sargocentron Fowler, 1904